# Indekser
Indekser (ang. Indexer) – element języka programowania C#, który pozwala indeksować instancje danej klasy lub struktury tak jak tablice. Indeksery są podobne do właściwości klasy, z tą różnicą, że ich metody dostępowe mogą przyjmować parametry. Składnia indeksera wygląda następująco:
```
<
modyfikator_dostępu
>
 
<
zwracany_typ
>
 
this
 
[
lista_argumentów
]

{

  
get

  
{

    
// implementacja

  
}

  
set

  
{

    
// implementacja

  
}

}

```

## Przykład
```
using
 
System
;

class
 
IndexableClass

{

  
private
 
int
[]
 
array
 
=
 
new
 
int
[
10
];

  
public
 
int
 
this
[
int
 
i
]

  
{

    
get

    
{

      
return
 
array
[
i
];

    
}

    
set

    
{

      
array
[
i
]
 
=
 
value
;
 
// słowo kluczowe value jest używane w odniesieniu do wartości przekazanej do indeksera set

    
}

  
}

}

class
 
Program

{

  
static
 
void
 
Main
(
string
[]
 
args
)

  
{

    
IndexableClass
 
indexableClass
 
=
 
new
 
IndexableClass
();

    
indexableClass
[
0
]
 
=
 
13
;

    
Console
.
WriteLine
(
indexableClass
[
0
].
ToString
());
 
// wyświetli na konsoli 13

  
}

}

```